# Heitor Pereira Liberato
Heitor Pereira Liberato (Itajaí, 15 de julho de 1883 — Blumenau, 8 de julho de 1964) foi um farmacêutico e político brasileiro.
Filho de Tarquínio Pereira Liberato e de Leonor Tavares Liberato.
Foi deputado à Assembleia Legislativa de Santa Catarina na 1ª legislatura (1947 — 1951).